# Mödling
Mödling là một đô thị thuộc huyện Mödling trong bang Niederösterreich. Đây cũng là thủ phủ của huyện cùng tên, nằm cách 14 km về phía nam so với Viên.
Mödling nằm trong khu công nghiệp (Industrieviertel) của Hạ Áo (Lower Austria). Con suối Mödlingbach, bắt nguồn từ Rừng Vienna (Vienna Woods), chảy qua thị trấn và nhập vào sông Schwechat gần Achau. Rừng bao phủ một phần lớn diện tích của đô thị, thuộc dãy núi Föhrenberge ("Núi Thông").  
Nằm ngay phía nam Viên và trong ranh giới của huyện Mödling là một trong những trung tâm mua sắm lớn nhất châu Âu: Shopping City Süd (SCS).  

## Địa lý

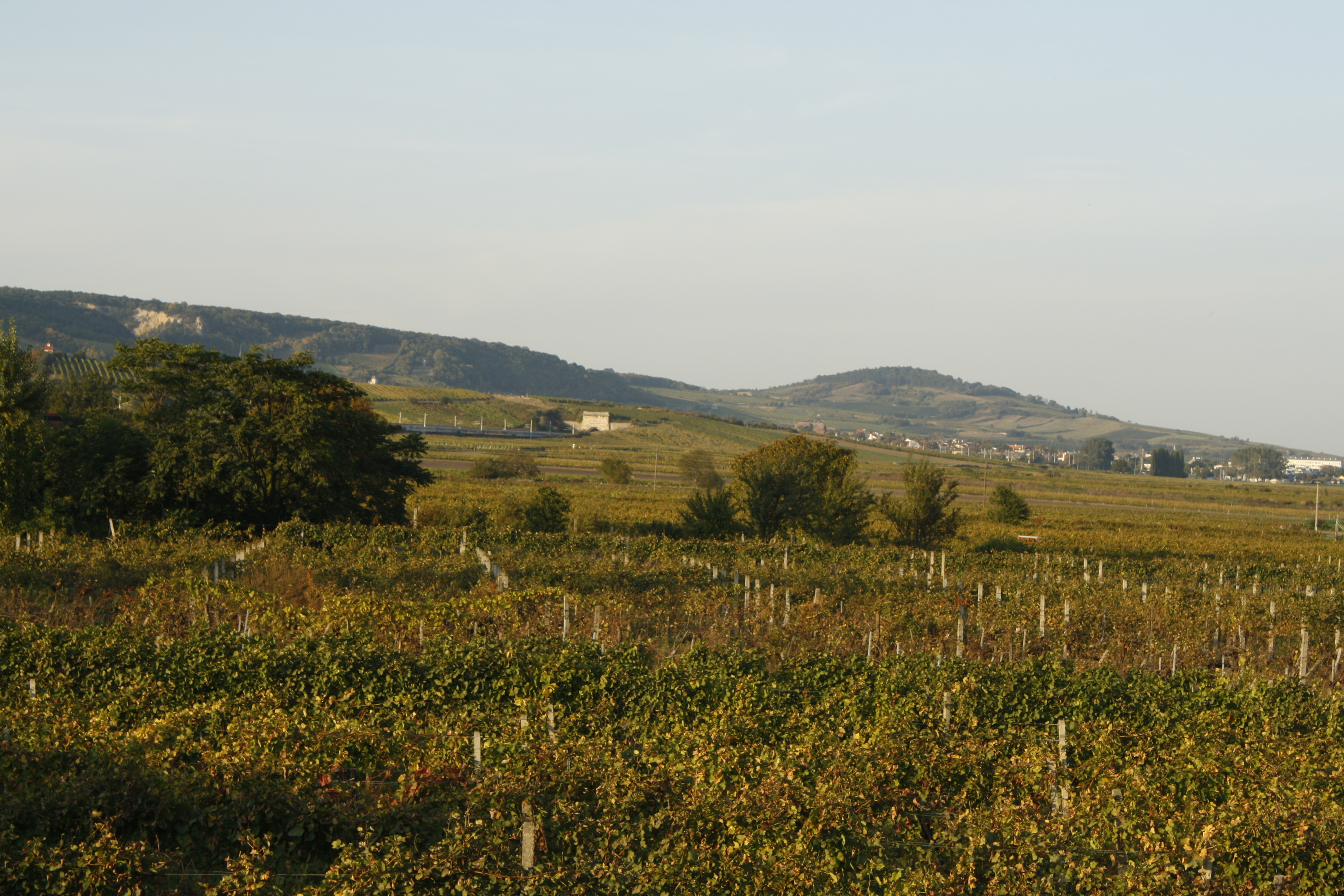
Eichkogel nhìn từ Pfaffstätten.

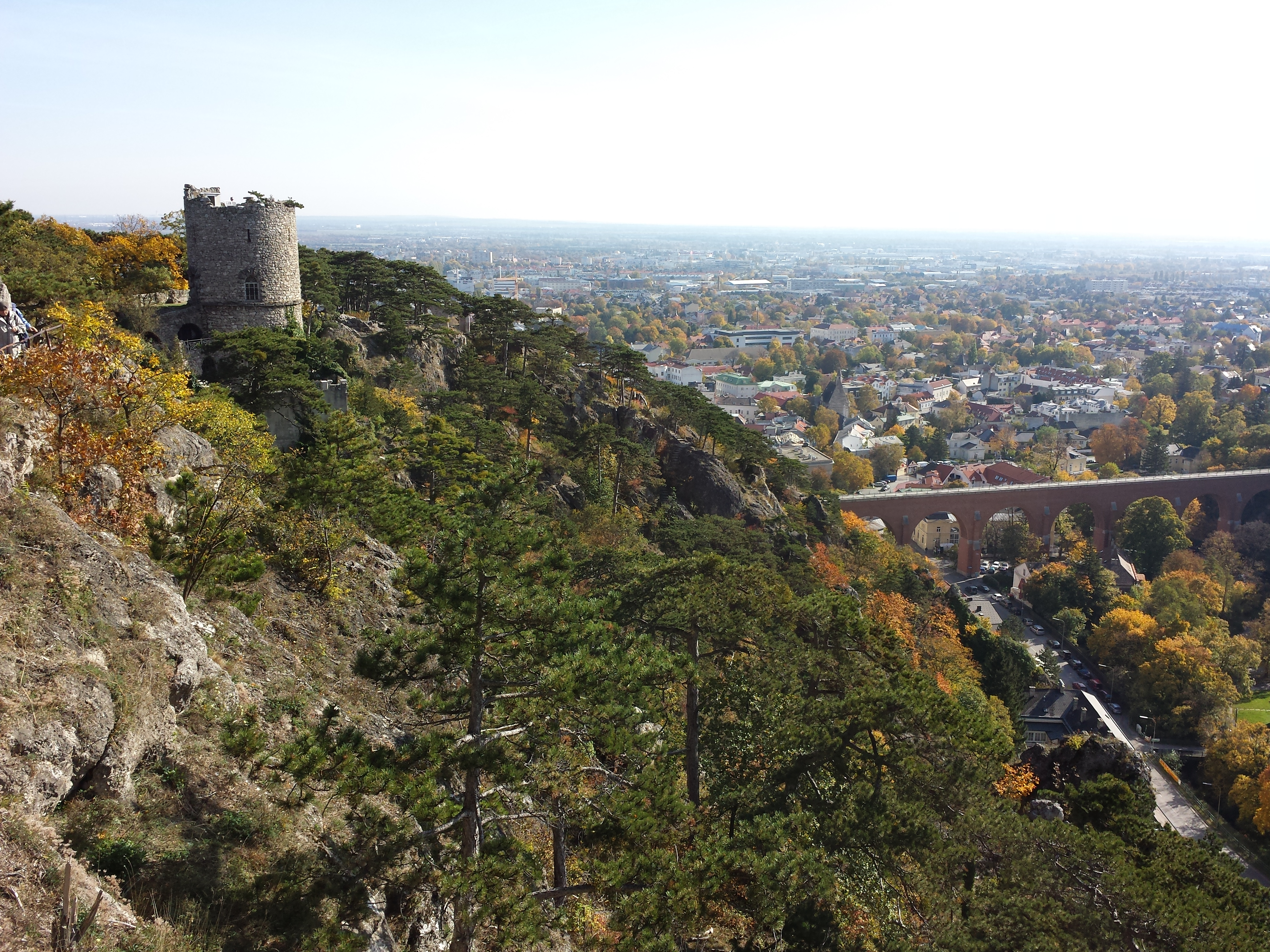
Quang cảnh Mödling

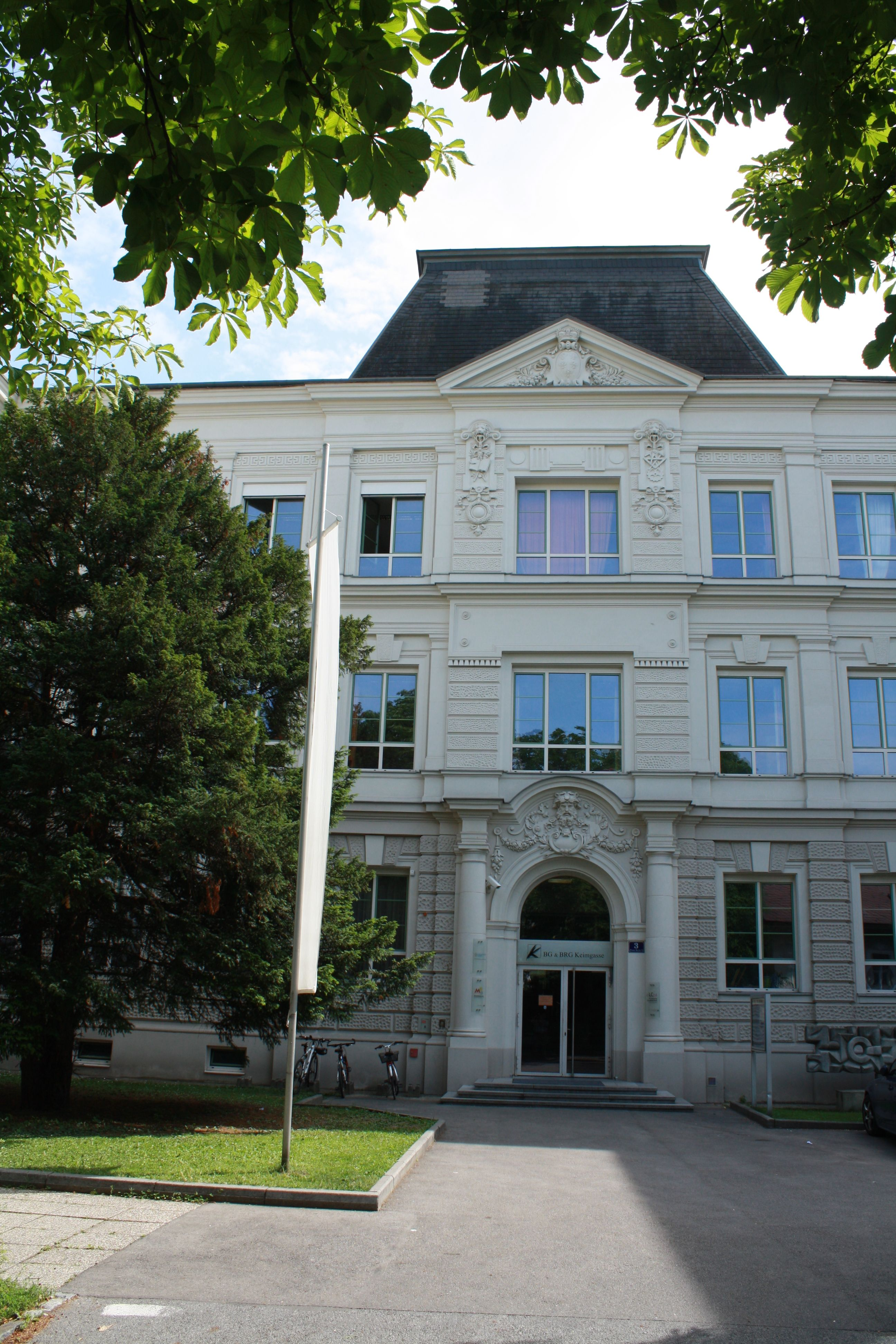
Cổng vào một trường trung học ở Mödling

Nho được trồng trên các sườn Wienerwald; khu vực này gọi là Thermenregion, nơi có nhiều quán Heurigen (rượu nho năm mới).  
Phía đông giáp Wiener Neudorf, phía bắc giáp Maria Enzersdorf, đều nối liền trực tiếp với Mödling. Phía nam là Gumpoldskirchen, được ngăn cách bởi Eichkogel với hệ thực vật đặc trưng. Ở phía tây, một con đường hẹp chạy qua Vorderbrühl – vốn từng là một làng độc lập – dẫn đến Hinterbrühl. Thung lũng hẹp này gọi là Klausen, phía trên là tàn tích của lâu đài Mödling, từng thuộc về nhà Babenberg, dòng họ cai trị khi đó. Ở phía bên kia Klausen là núi Kalenderberg với lâu đài Liechtenstein ở xa hơn. Đầu của Klausen được đánh dấu bằng cầu cạn gạch đỏ lớn của Erste Wiener Hochquellenwasserleitung. Sườn dốc đá của Naturpark Föhrenberge mọc loài thông đen Vienna (Wienerwald-Schwarzföhren, Pinus nigra dạng austriaca).  

## Lịch sử

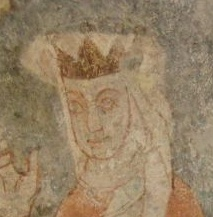
Bích họa Richsa Česká, khoảng năm 1252

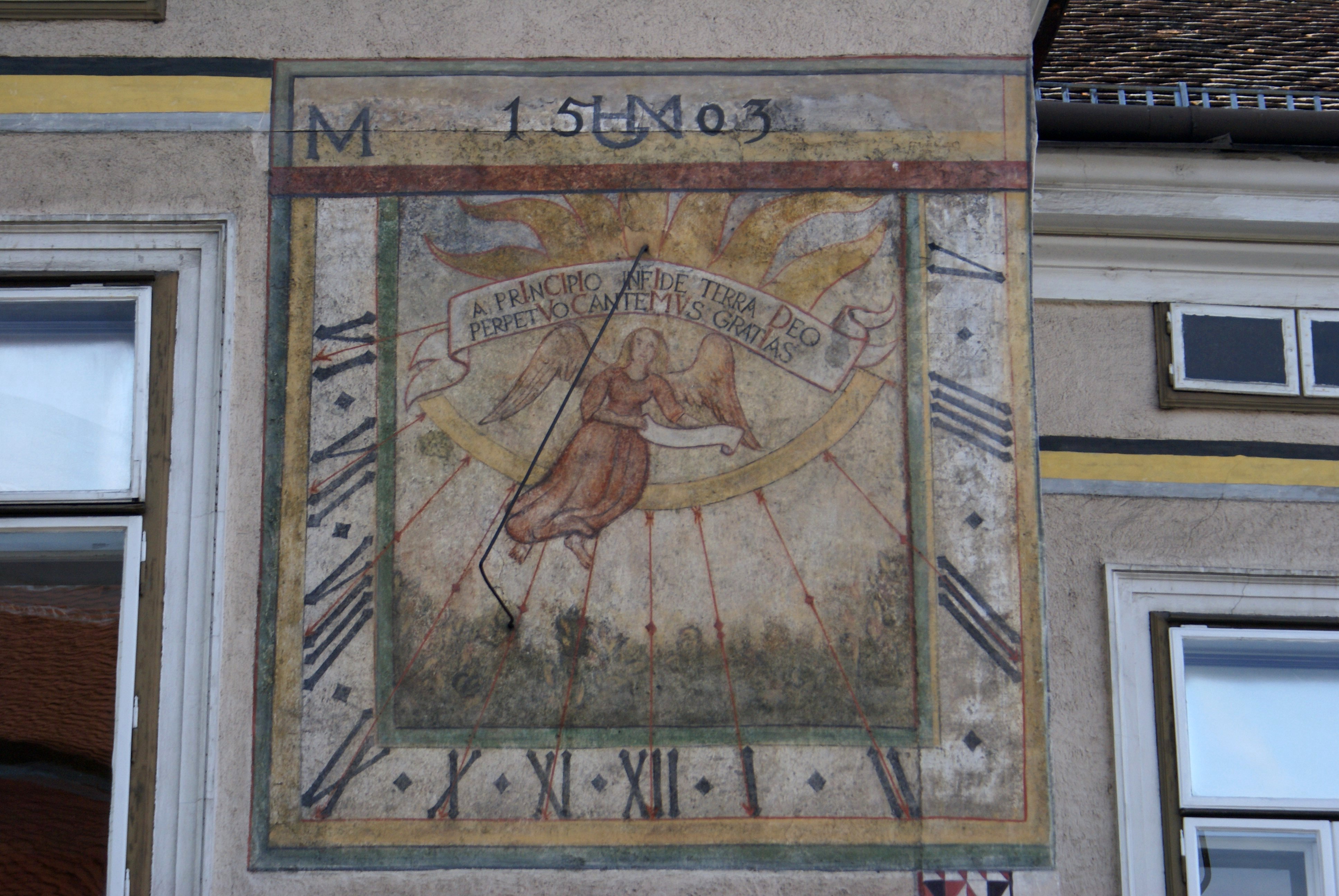
Đồng hồ mặt trời trên một tòa nhà cổ tại Freiheitsplatz (Quảng trường Tự do), niên đại 1503.

Khu định cư có từ thời Đồ đá mới. Qua nhiều thế kỷ, tên thị trấn đã biến đổi từ Medilihha thành Medelikch, Medling và cuối cùng là Mödling. Những tên gọi này có nguồn gốc từ tiếng Slav cổ, nghĩa là "dòng nước chảy chậm".  
Ngày nay vẫn còn một phố cổ với khu đi bộ. Thị trấn từng là nơi ở của một nhánh nhà Babenberg, vì vậy nhận biệt danh Babenbergerstadt ("Thành phố của nhà Babenberg").  
Dấu tích cư dân thời văn hóa Hallstatt từ thời đồ đá mới được tìm thấy ở núi Kalenderberg. Tiền xu và mộ táng La Mã được phát hiện gần ga xe lửa ngày nay.  
Sau chiến thắng của Charlemagne trước người Avar năm 803, khu vực quanh Mödling được định cư bởi người Bavaria. Khoảng 500 ngôi mộ Avar được tìm thấy gần "Goldene Stiege" (gần phố cổ hiện nay).  
Tài liệu cổ đầu tiên nhắc đến "MEDILIHHA ULTRA MONTEM COMMIGENIUM" có niên đại 8 tháng 9 năm 903, ghi lại việc hai giám mục trao đổi đất đai. Tuy nhiên, năm 907 khu định cư dường như lại bị phá hủy. Sau Trận Lechfeld, việc định cư ở khu vực Mödling ngày nay được bắt đầu lại.  
Sau đó, một thời gian Mödling là nơi ở của thân tộc nhà Babenberg. Năm 1177, Henry Già, con trai của Henry II Jasomirgott, trở thành lãnh chúa vùng từ Liesing đến Piesting và Bruck an der Leitha. Tư liệu này được lưu giữ ở tu viện Heiligenkreuz gần đó. Thời Henry trị vì, nghệ thuật và văn hóa nở rộ tại lâu đài Mödling; danh ca Walther von der Vogelweide từng lưu trú nhiều lần. Nhà thờ Spitalkirche và St. Othmar được xây dựng vào thế kỷ 15, còn nhà quàn (Karner) vào thế kỷ 12.  
Ngay từ thời đó, Mödling đã trồng nho; sau Langenlois, đây là cộng đồng trồng nho lớn thứ hai Hạ Áo.  
Năm 1343, Công tước Albrecht II trao quyền thị trấn chợ cho Mödling.  
Năm 1529, quân Ottoman tàn phá Mödling trong cuộc vây hãm Viên lần thứ nhất. Năm 1679, nhiều cư dân chết vì Cái chết Đen. Khi quân Ottoman quay lại năm 1683, hầu hết cư dân Mödling bị giết hại. Trận dịch hạch thứ hai chỉ cướp đi 22 sinh mạng, vì vậy những người sống sót đã dựng tượng Ba Ngôi (Dreifaltigkeitssäule hay Pestsäule) tại Freiheitsplatz.  
Đầu thế kỷ 19, Ludwig van Beethoven thường ghé quán rượu yêu thích "Ba Con Quạ" ở Mödling.  
Arnold Schoenberg sống ở Mödling từ năm 1918 đến 1925 và sáng tạo kỹ thuật sáng tác hệ 12 âm.  
Ngày 18 tháng 11 năm 1875, Mödling được công nhận là thành phố.
Từ 1883 đến 1932, Mödling là điểm khởi đầu của Xe điện Mödling và Hinterbrühl, tuyến xe điện chạy bằng điện đầu tiên của Áo và là tuyến đầu tiên trên thế giới sử dụng dây điện trên cao hoạt động lâu dài.  
Năm 1938, sau Anschluss với Đức Quốc xã, Mödling được sáp nhập vào quận 24 của Viên. Năm 1954, thị trấn trở lại thuộc Hạ Áo.  
Ngày 30 tháng 5 năm 2023, có 3 người thiệt mạng do hỏa hoạn tại bệnh viện địa phương.

## Chính trị
| Bầu cử | ÖVP | Grüne | SPÖ | NEOS/LIF | FPÖ | WIR | BMK | M 2000 |
| ------ | --- | ----- | --- | -------- | --- | --- | --- | ------ |
| 1975   | 18  |       | 16  |          | 3   |     |     |        |
| 1979   | 15  |       | 19  |          | 3   |     |     |        |
| 1985   | 17  | 1     | 14  |          | 1   | 4   |     |        |
| 1990   | 15  | 1     | 10  |          | 2   | 9   |     |        |
| 1995   | 16  | 2     | 8   | 4        | 4   | 7   |     |        |
| 2000   | 15  | 5     | 10  | 1        | 4   | 5   |     | 1      |
| 2005   | 18  | 7     | 12  |          | 2   | 2   |     |        |
| 2010   | 19  | 8     | 9   |          | 3   | 1   | 1   |        |
| 2015   | 18  | 10    | 8   |          | 4   | 1   |     |        |
| 2020   | 16  | 11    | 8   | 3        | 2   | 1   |     |        |
| 2025   | 12  | 11    | 10  | 3        | 4   | 1   |     |        |

| Bầu cử | ÖVP | Grüne | SPÖ | NEOS/LIF | FPÖ | WIR | BMK | M 2000 |
| ------ | --- | ----- | --- | -------- | --- | --- | --- | ------ |
| 2015   | 6   | 3     | 2   |          | 1   |     |     |        |
| 2020   | 6   | 4     | 3   | 1        |     |     |     |        |
| 2025   | 3   | 3     | 3   | 1        | 1   |     |     |        |

1 2020 với tên NEOS, trước đó là LIF
2 Wir für Mödling – Eva Maier
3 Bürgerliste Michael Kanyka
4 Wir für Mödling, trước đó là Liste Pepi Wagner
5 Mödling 2000
6 Quy mô hội đồng khu vực là 41 thành viên.
7 Quy mô chính quyền thành phố có thể dao động từ 9 đến 14.

## Giao thông

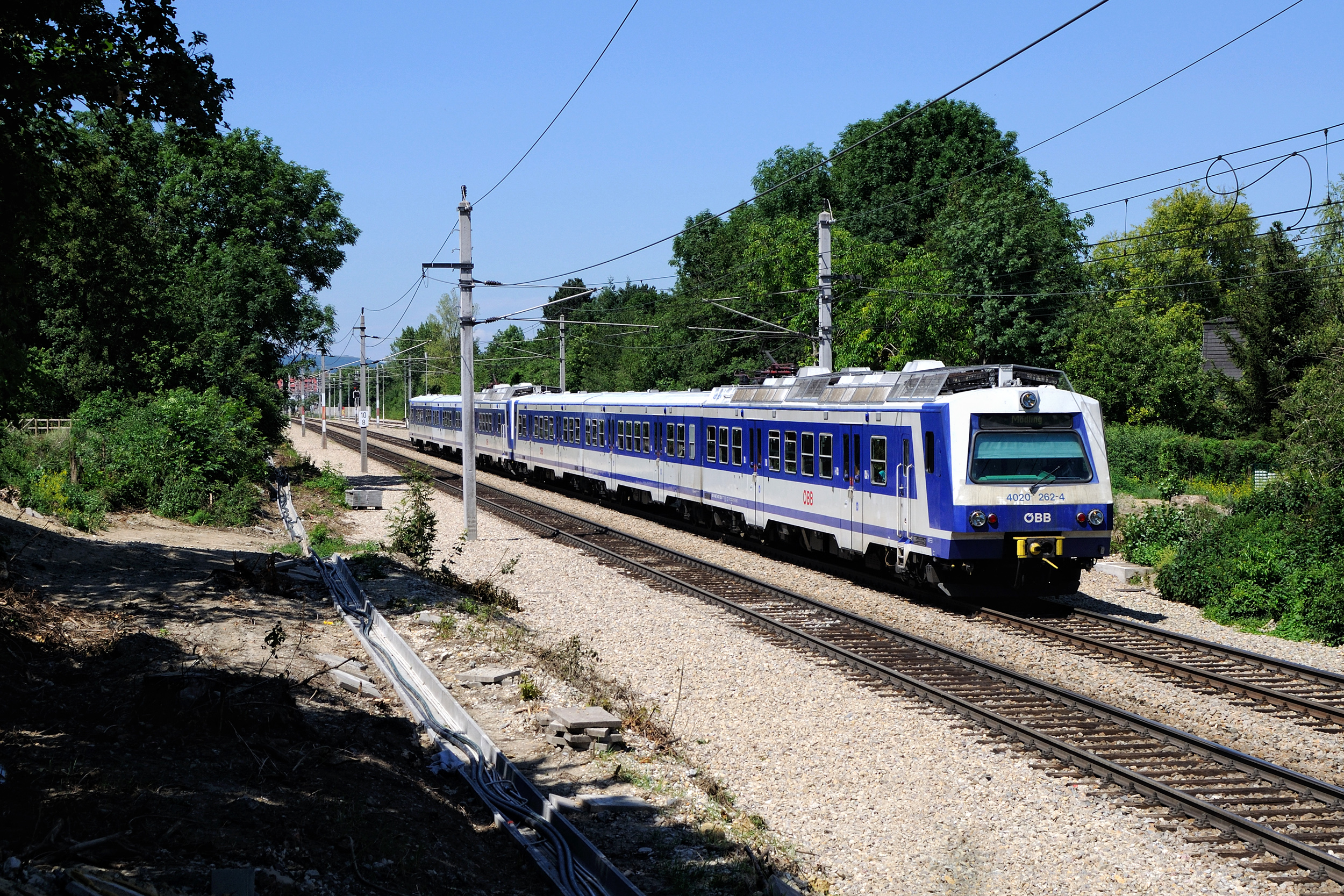
Tàu ngoại ô tuyến S2 trên đường đến Mödling (ÖBB Class 4020)

Mödling đóng vai trò trung tâm giao thông của khu vực lân cận. Các tuyến xe buýt kết nối thị trấn với Südbahn và những vùng xung quanh. Tuyến Südbahn nối Mödling với Viên, cũng như các trung tâm địa phương khác như Wiener Neustadt bằng tàu ngoại ô.
Nhiều tuyến xe buýt bắt đầu/kết thúc tại ga đường sắt Mödling: phần lớn đi Viên (các tuyến 207, 259, 260, 265, 266, 269, 270...), nhưng cũng có tuyến đến các làng trong huyện như Gießhübel (262), Hinterbrühl, Gaaden (364, 365), Guntramsdorf (363) và nhiều nơi khác.
Sân bay gần nhất là Sân bay quốc tế Vienna.
Thị trấn nằm gần nhiều đường cao tốc chính (A2, A23, S1).
Cho đến những năm 1960, thị trấn vẫn kết nối với hệ thống xe điện của Viên qua tuyến 360, nhưng sau đó bị ngừng khi hệ thống tàu ngoại ô được đưa vào sử dụng trên tuyến Südbahn. Về mặt lịch sử, Mödling là nơi có tuyến xe điện đầu tiên của Áo, được điện khí hóa, chủ yếu phục vụ mục đích du lịch.

## Kinh tế
Trước đây, nhờ kết nối đường sắt về phía bắc (Viên) và phía nam, nhiều ngành công nghiệp lớn đặt nhà máy tại đây. Ngày nay, phần lớn doanh nghiệp là SME. Các công ty lớn hơn đã chuyển đến Wiener Neudorf trong khu 'Industriezentrum Niederösterreich Süd'.

## Lâu đài
Khu vực Mödling trong rừng Viên có nhiều lâu đài (tiếng Đức: Burgen) và phế tích. Lâu đài Liechtenstein là lâu đài lớn và nổi tiếng nhất, từng thuộc về gia tộc giàu có sáng lập nên quốc gia cùng tên. Đối diện lâu đài là Schloss Liechtenstein (Maria Enzersdorf), từng là dinh thự mùa hè của gia tộc Liechtenstein. Burgruine Mödling cũng nằm gần đó và là một trong những phế tích cổ nhất trong vùng, có từ thế kỷ 11. Ngoài ra, Tháp Đen (Schwarzer Turm) nhìn xuống trung tâm Mödling từ dãy Calendar. Nó được xây dựng hơn 200 năm trước và đến nay vẫn có người ở. Cuối cùng, trên đường đi giữa Tháp Đen và Lâu đài Liechtenstein, có một nhà hát ngoài trời 200 năm tuổi gần như bị rừng bao phủ. Công trình này được xây cùng thời với Tháp Đen và từng là trung tâm văn hóa quan trọng cho người dân địa phương Mödling.

## Văn hóa và danh lam thắng cảnh

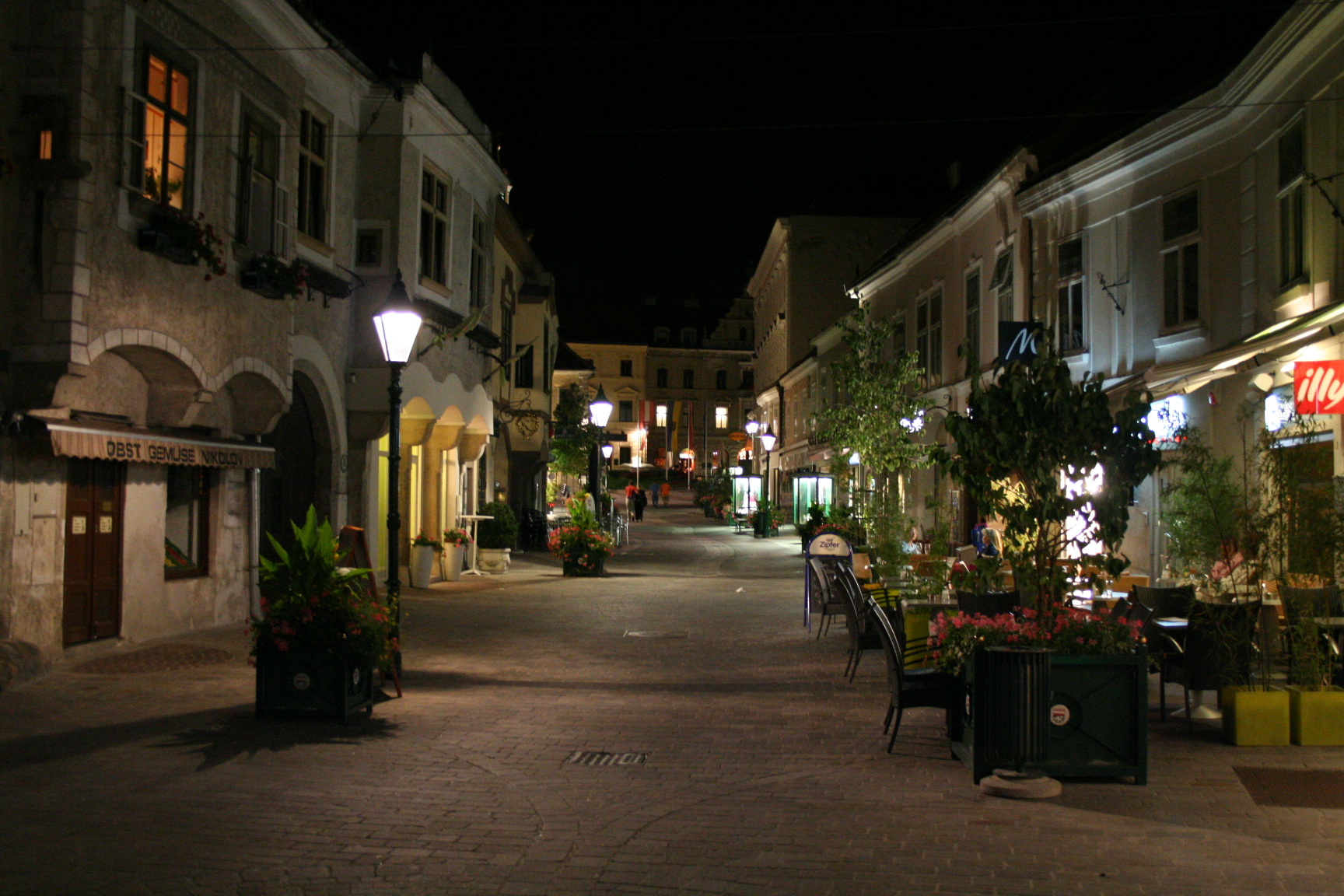
Khu phố đi bộ của Mödling

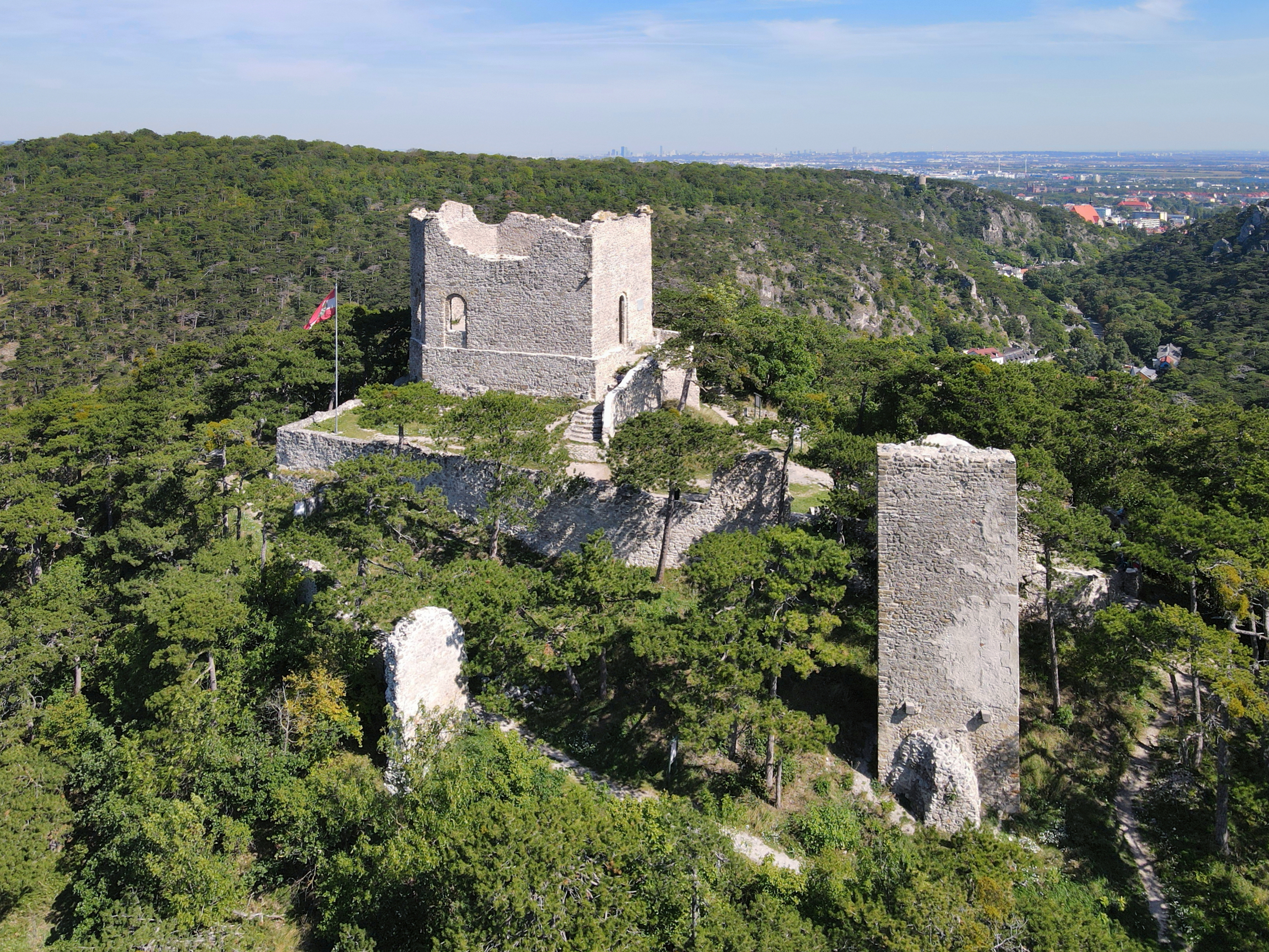
Tàn tích của lâu đài Mödling

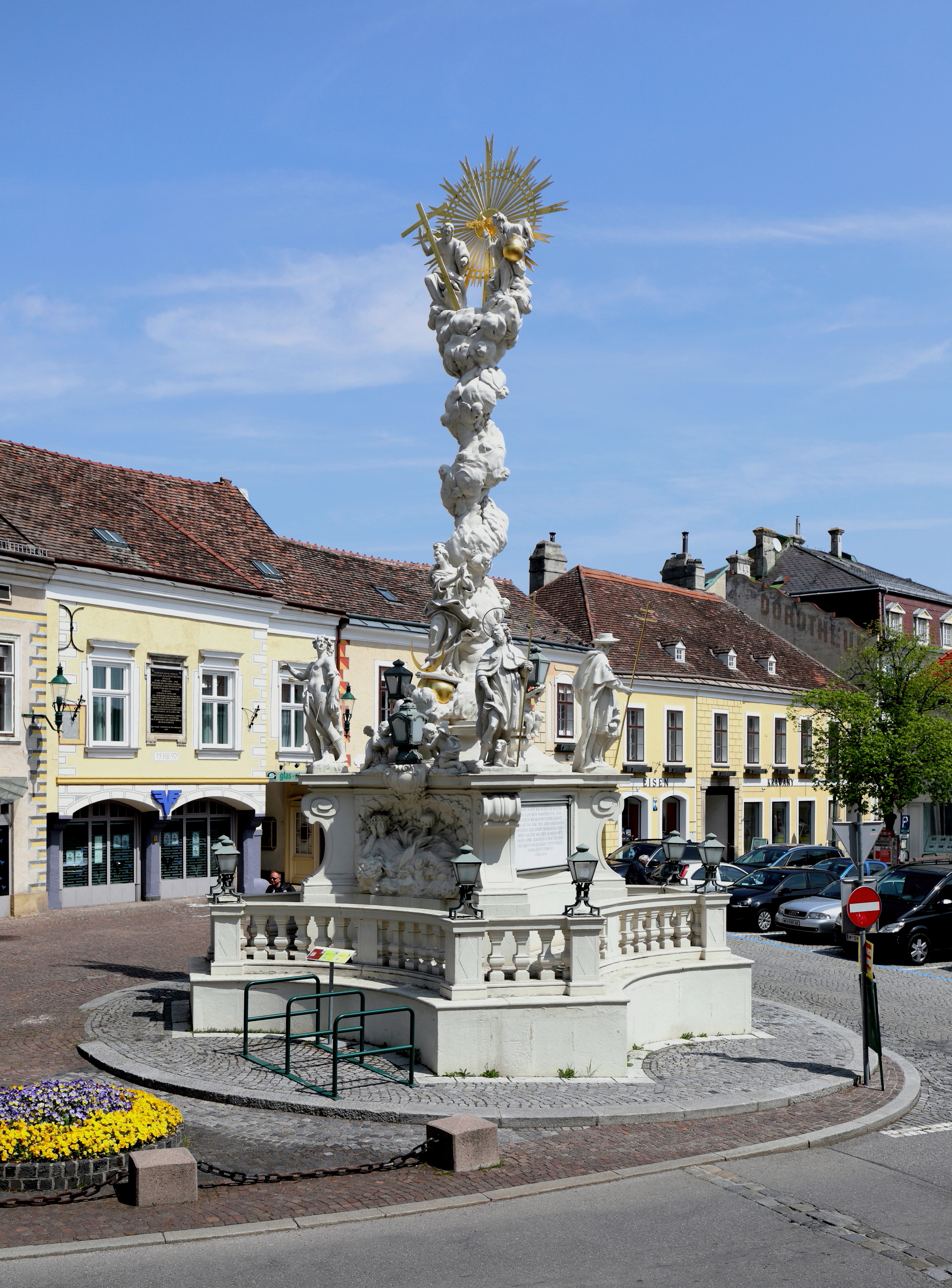
Cột Đức Mẹ Maria và Chúa Ba Ngôi ở Mödling

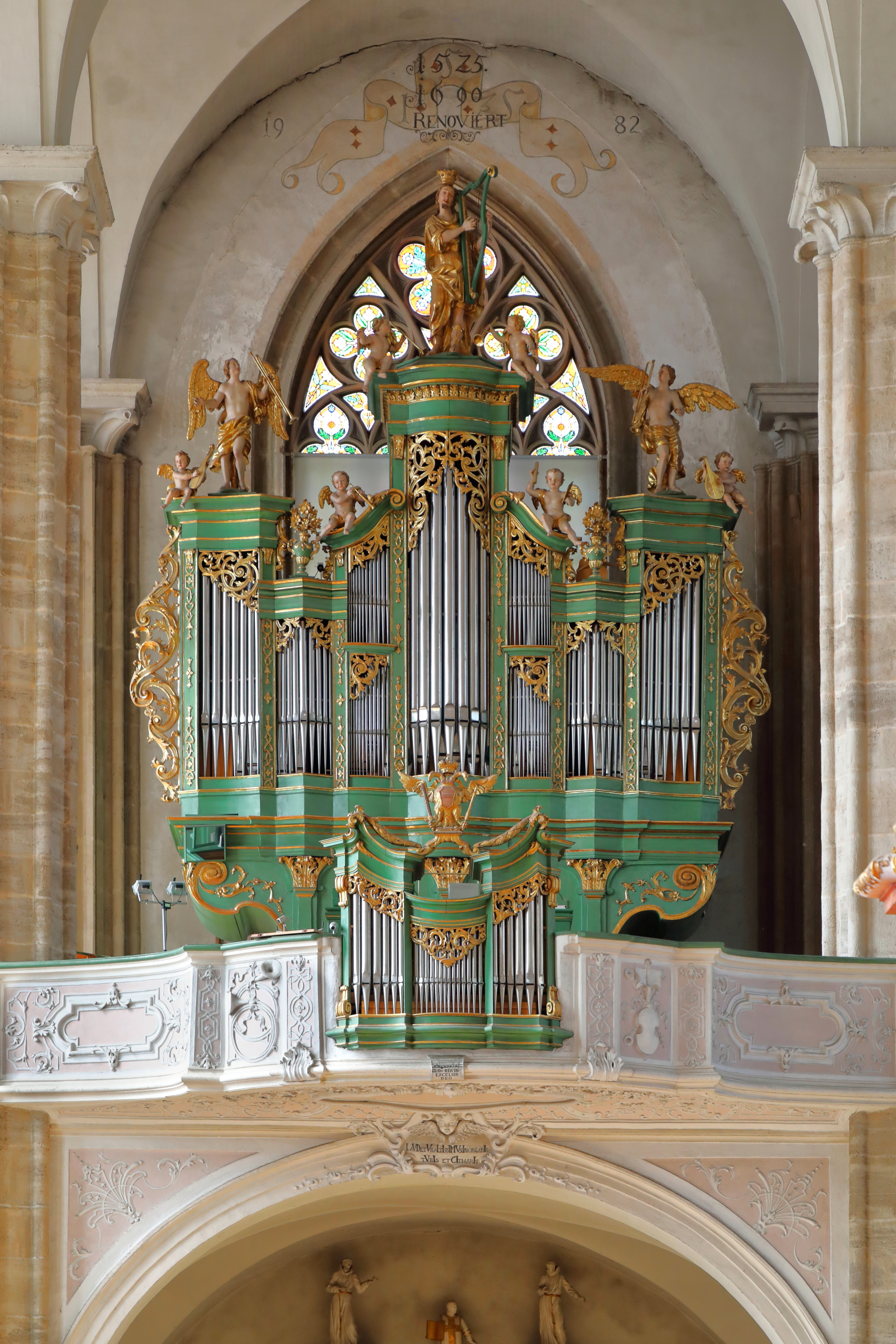
Đàn organ của nhà thờ St. Othmar

Khu Phố Cổ được bảo tồn và phục hồi tốt, hiện được bảo vệ bởi Công ước Hague về Bảo vệ Tài sản Văn hóa trong Trường hợp Xung đột Vũ trang. Tòa thị chính có văn phòng đăng ký hộ tịch. Nhờ khung cảnh lãng mạn, nhiều cặp đôi chọn tổ chức đám cưới tại đây. Schrannenplatz và Kaiserin-Elisabeth-Strasse đã được dành riêng cho người đi bộ từ rất sớm, vào năm 1976 – lần đầu tiên một 'Bundesstraße' (quốc lộ liên bang) được chuyển thành khu phố đi bộ.
Gần đó là Khu bảo tồn thiên nhiên Eichkogel, nổi tiếng với nhiều loài thực vật quý hiếm như Knollen-Brandkraut (Phlomoides tuberosa) cùng các loài khác mọc trên các bãi cỏ bán khô. Trong các vách đá ở Klausen cũng có nhiều loài quý hiếm như Mödlinger Federnelke (Dianthus plumarius subsp. neilreichii), được nhà thực vật học August Neilreich phát hiện vào giữa thế kỷ 19, hay Deutsche Alant (Inula germanica).

### Công trình kiến trúc
- Nhà thờ St. Othmar và nhà mồ
- Spitalkirche
- Tàn tích lâu đài Mödling
- Đền Husarentempel trên đỉnh 'Kleine Anninger'
- Tháp Đen (Schwarzer Turm)
- Nhà hát ngoài trời Amphitheater

### Bảo tàng
- Bảo tàng Mödling tại Thonetschlössl
- Bảo tàng Văn hóa Dân gian (Volkskundemuseum)
- Bảo tàng Giao thông Đô thị (Stadtverkehrsmuseum)
- Essinger-Haus (nơi một họa sĩ nổi tiếng[ai nói?] từng sinh sống)
- Tưởng niệm Beethoven (Beethoven-Gedenkstätte)
- Ngôi nhà Schönberg (Schönberg-Haus)

### Nhà hát
- Stadttheater
- Bühne Mayer
- Rạp múa rối Mödling (MÖP)
- Nhà hát trong hầm trú ẩn (Theater im Bunker) ở Vorderbrühl
- Komödienspiele (các vở kịch mùa hè tại Stadttheater)

### Trường học
- Trường tiểu học và trung học cơ sở
- Bundesgymnasium und Bundesrealgymnasium Franz-Keim-Gasse
- Bundesgymnasium und wirtschaftskundliches Bundesrealgymnasium Untere Bachgasse
- Học viện Kỹ thuật Cao cấp (HTL – Höhere Technische Bundeslehr- und Versuchsanstalt)
- Trường Kinh doanh Vienna Mödling, Học viện Thương mại của Hội Thương nhân Vienna
- Học viện Thời trang & Công nghệ May mặc hoặc Quản lý Sản phẩm & Trình bày
- Trường Âm nhạc Beethoven
- Trường hợp xướng Wienerwald
- Trường giáo dục thường xuyên (Volkshochschule)
- Trường dạy nghề Polytechnische Schule

### Cơ quan, tổ chức
- Cơ quan Hành chính Quận (Bezirkshauptmannschaft)
- Sở Thuế (Finanzamt)
- Tòa án Quận (Bezirksgericht)
- Viện Thú y, có tầm quan trọng vượt ra ngoài khu vực Mödling

## Những công dân nổi bật

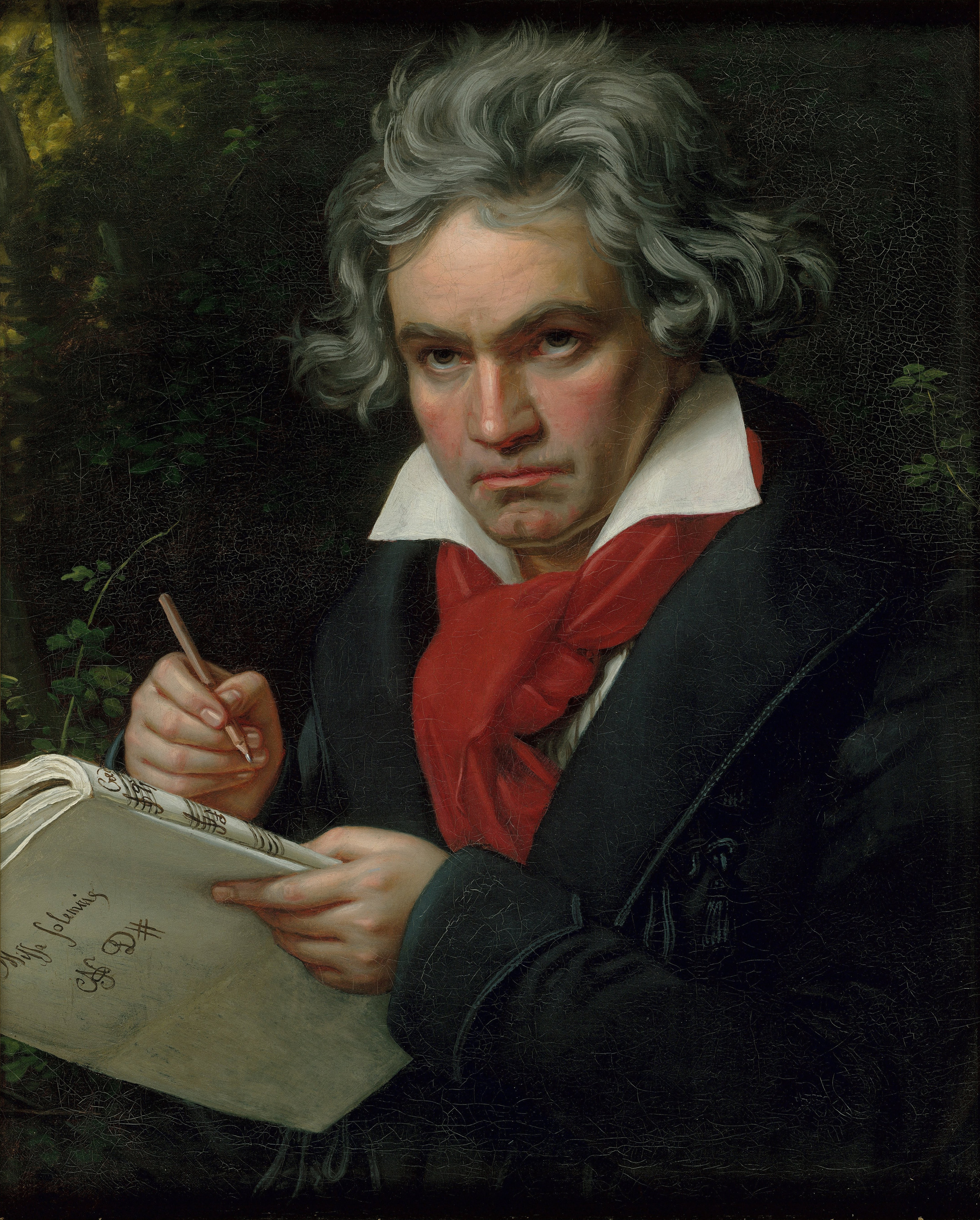
Ludwig van Beethoven, 1820

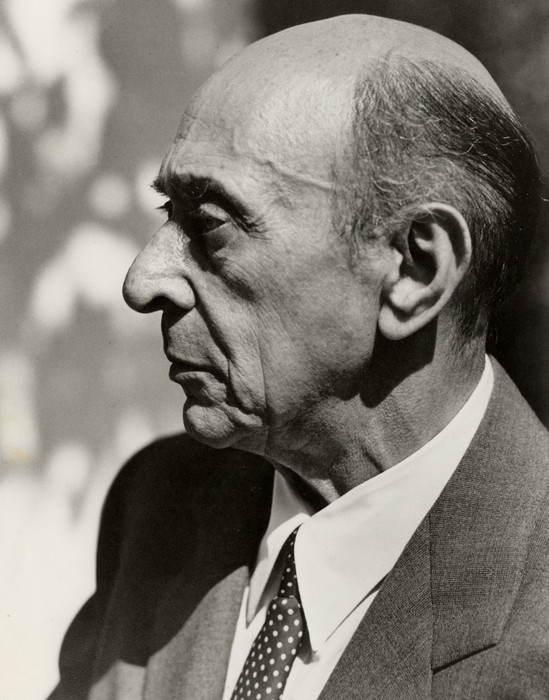
Arnold Schoenberg, 1948

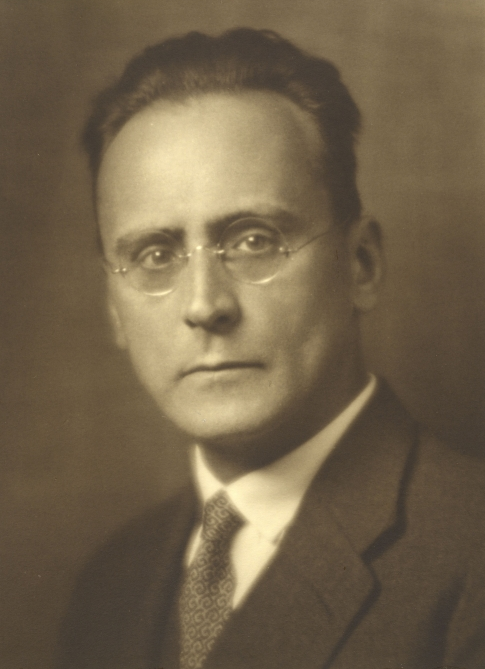
Anton Webern, 1927

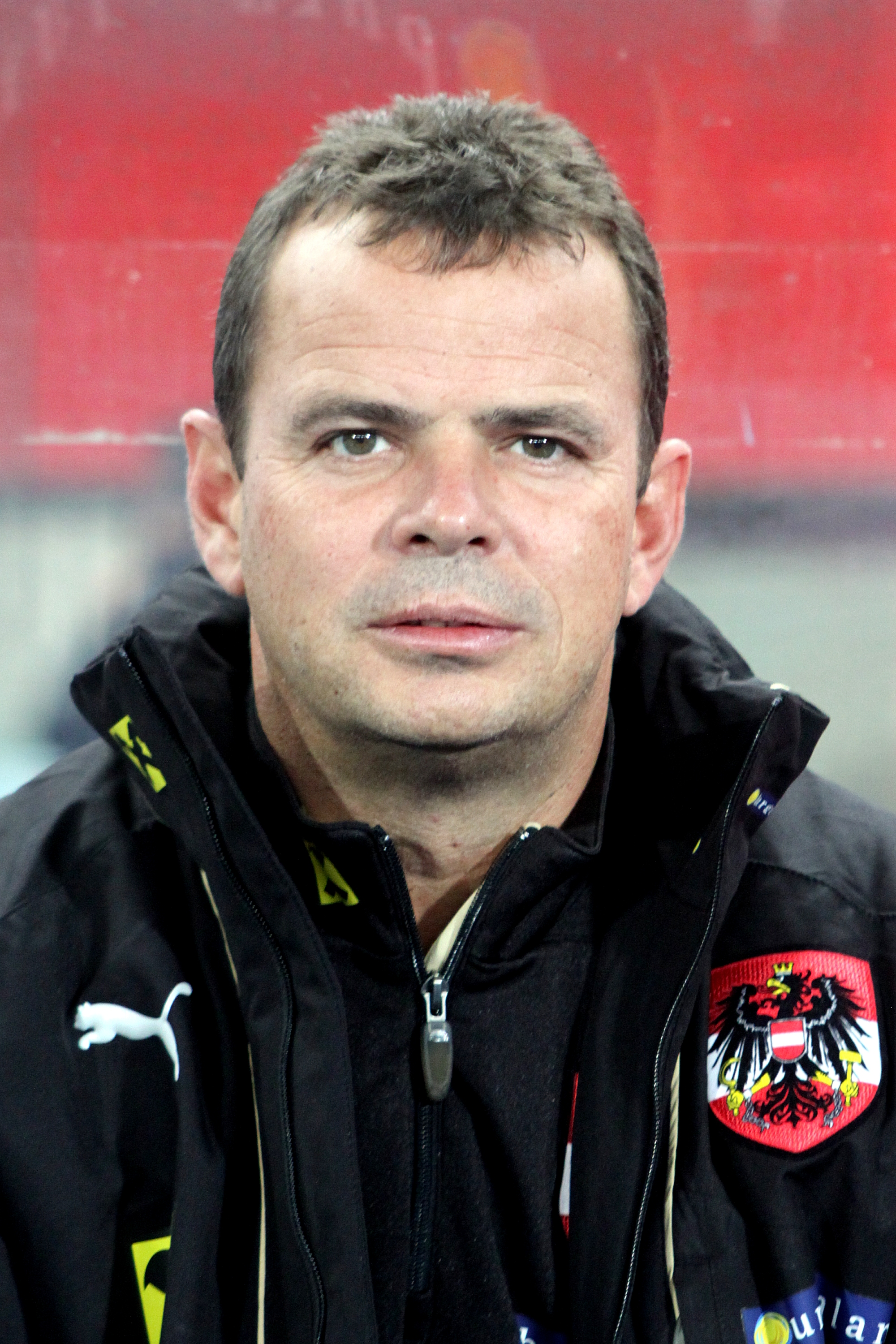
Manfred Zsak, 2009

- Ludwig van Beethoven, (1770-1827), nhà soạn nhạc, từng sống tại đây trong những năm cuối đời
- Josef Schöffel, (DE Wiki) (1832-1910), thị trưởng, vận động bảo vệ Rừng Vienna vào thập niên 1870
- Maria Janitschek (1859-1927), nhà văn, các tác phẩm của bà thường có nhân vật nữ mạnh mẽ
- Robert Lamezan de Salins (1869-1930), sĩ quan và nhà ngoại giao Ba Lan
- Jan Romer, (1869-1934), tướng Ba Lan, từng học tại đây
- Arnold Schoenberg, (1874-1951), họa sĩ và nhà soạn nhạc, từng sống tại đây
- Robert Müller, (DE Wiki) (1877-1942), nhà quản lý phim, nhà phát hành và nhà sản xuất
- Anton Wildgans (1881–1932), nhà thơ và soạn kịch, từng được đề cử Giải Nobel Văn học bốn lần
- Anton Webern, (1883-1945), nhà soạn nhạc và nhạc trưởng, từng có phòng thu tại Mödling
- Martin Gusinde, (1886-1969), linh mục và nhà dân tộc học, làm việc ở Tierra del Fuego
- Egon Neumann (1894–1948), nhà soạn nhạc và Kapellmeister
- Chân phước Maria Restituta Kafka, (1894-1943), nữ tu và y tá; từng làm việc tại địa phương sau Thế chiến I
- Otto Brunner (1898-1982), nhà sử học, nghiên cứu lịch sử xã hội châu Âu thời trung đại muộn và cận đại sớm
- Albert Drach, (1902-1995), nhà văn và luật sư, mất tại địa phương
- Alfred Maleta, (DE Wiki) (1906-1990), chính trị gia (ÖVP), Chủ tịch Quốc hội Áo
- Ruthilde Boesch (1918–2012), nữ ca sĩ opera Áo, lớn lên tại địa phương
- Peter Weiser, (DE Wiki) (1926-2012), nhà báo, tổng thư ký của Konzerthaus, Vienna
- Franz Koglmann (sinh 1947), nhạc sĩ jazz, chơi kèn trumpet và flugelhorn
- Herbert Kaufmann, (DE Wiki) (sinh 1949), chính trị gia (SPÖ), thành viên Ban quản trị Flughafen Wien AG
- Bruno Liberda (sinh 1953), nhà soạn nhạc cổ điển đương đại
- Dieter Chmelar, (DE Wiki) (sinh 1957), nhà báo, người dẫn chương trình, diễn viên hài
- Michael Spindelegger (sinh 1959), chính trị gia (ÖVP), từng là bộ trưởng
- Manfred Hemm, (sinh 1961), ca sĩ opera bass-baritone
- Gery Keszler (sinh 1963), người sáng lập và tổ chức Life Ball
- Paul Harather, (sinh 1965), đạo diễn phim, nhà sản xuất và tác giả
- Rupert Huber (sinh 1967), nhà soạn nhạc và nghệ sĩ piano
- Karin Gayer (sinh 1969), nhà văn thơ và tiểu thuyết
- Thomas Aigner, (DE Wiki) (sinh 1973), nhà sử học
- Christine Reiler, (DE Wiki) (sinh 1982), Hoa hậu Áo 2007
- Dorothy Khadem-Missagh (sinh 1992), nghệ sĩ piano người Áo
- Gerhard W. Weber (sinh 1961), nhà nhân chủng học cổ

### Thể thao
- Manfred Zsak (sinh 1964), cầu thủ bóng đá, chơi hơn 430 trận và 49 trận cho Đội tuyển bóng đá quốc gia Áo
- Ernst Aigner (sinh 1966), cầu thủ bóng đá, chơi 419 trận và 11 trận cho Đội tuyển bóng đá quốc gia Áo
- Michael Buchleitner (sinh 1969), vận động viên chạy vượt chướng ngại vật và chạy đường dài
- Stephan Marasek (sinh 1970), cầu thủ bóng đá, chơi 273 trận và 11 trận cho Đội tuyển bóng đá quốc gia Áo
- Marion Maruska (sinh 1972), vận động viên quần vợt
- Andreas Schiener (sinh 1974), cựu tiền vệ bóng đá, chơi hơn 320 trận
- Markus Scharrer (sinh 1974), cầu thủ bóng đá, chơi 410 trận
- Martin Bauer (sinh 1975), cựu tay đua mô tô người Áo
- Petra Blazek (sinh 1987), vận động viên bóng ném, chơi 190 trận cho Đội tuyển bóng ném nữ Áo
- Stephan Zwierschitz (sinh 1990), cầu thủ bóng đá, chơi hơn 390 trận
- Lisa Makas (sinh 1992), cầu thủ bóng đá, chơi 74 trận cho Đội tuyển bóng đá nữ quốc gia Áo
- AFC Rangers Mödling, thành lập năm 1986, là câu lạc bộ bóng bầu dục Mỹ của thành phố, thi đấu ở hạng cao nhất của Giải bóng bầu dục Áo. Sân nhà đặt tại Stadion Mödling.

## Thành phố kết nghĩa
- Esch-sur-Alzette, Luxembourg
- Velletri, Ý
- Zemun, Serbia
- Offenbach am Main, Đức
- Puteaux, Pháp
- Köszeg, Hungary
- Vsetín, Cộng hòa Séc
- Saint-Gilles, Bỉ
- Zottegem, Bỉ